# Terri Summers
Terri Summers, ook wel aangeduid als Terry Summers (Amsterdam, 16 januari 1976) was het pseudoniem van een Nederlandse pornoactrice. Haar vader is van Arubaanse, haar moeder van Frans-Hongaarse afkomst.
Ze heeft schoonheid-, make-up-, massage-, PR-studies gedaan en een tijdlang bij Hooters gewerkt. Daarna nam ze deel aan een wedstrijd voor het blad Penthouse, waar ze de titel Pet of the Year won. Vervolgens heeft ze meerdere fotosessies gedaan voor bladen als Playboy, Hustler en Club. Ze speelde mee in verschillende films en regisseerde en produceerde zelf ook.
Terri Summers emigreerde. Na het beëindigen van haar pornocarrière verkoos zij vanwege stalkers de anonimiteit.

## Filmografie
- Private Gold 100: Pornolympics, the Anal Games (2008)
- The Best by Private 98: Top 40 DPs (2008)
- North Pole #67 (2007)
- Road Movix (2007)
- Éloge de la chair (2006)
- Innocent Until Proven Filthy (2006)
- More Bang for the Buckxxx (2006)
- Soloerotica 9 (2006)
- Beautiful Girls 21 (2005)
- 31 Flavors (2005)
- Ass Worship 8 (2005)
- Barefoot Maniacs 3 (2005)
- Barely Legal All Stars 4 (2005)
- Best of Stocking Secrets (2005)
- Big Toys No Boys 3 (2005)
- Cum in My Mouth I'll Spit It Back in Yours 3 (2005)
- Cumstains 6 (2005)
- Deep Throat This 26 (2005)
- Drive Thru 3 (2005)
- Evoke: Brittney Skye (2005)
- Exposed: Brittney Skye (2005)
- Fem: Sonata (2005)
- Fiebre en Ibiza (2005)
- Finger Licking Good 2 (2005)
- Fishnets 2 (2005)
- Fresh Pink (2005)
- Jack's Playground 28 (2005)
- Jack's Teen America: Mission 10 (2005)
- My First Porn (2005)
- Pop 4 (2005)
- Pretty Mess (2005)
- She Swallows (2005)
- Signature Series 13: Lauren Phoenix (2005)
- Six in Me (2005)
- Spring Chickens 11 (2005)
- Spunk'd 2 (2005)
- The Young and the Thirsty 2 (2005)
- Savor My Socks (2004)
- Gia's Chloroform Magic! (2004) - Woman Tied to Chair
- At Your Service (2004)
- Big Cock Seductions 12 (2004)
- Dinner Party 3: Cocktales (2004)
- Dirty Girlz 3 (2004)
- First Class Euro Sluts 3 (2004)
- Group Sex 4: Bottoms Up (2004)
- Lezbo A Go-go (2004)
- Scandal (2004)
- The Harder They Cum 1 (2004)
- Bare Bound (2001)
- Blond & Brunettes (2001)
- Underworld (2001)
- Barely Legal 11 (2001)
- Screw My Husband Please! (2001)
- The Real Thing (2001)
- Exposure (2000/II)
- Dirty Movies (2000)